# Zbigniew Osostowicz
Zbigniew Stanisław Osostowicz, ps. Leliwa (ur. 6 lipca 1893 we Lwowie, zm. wiosną 1940 w Katyniu) – major dyplomowany piechoty Wojska Polskiego, działacz niepodległościowy, kawaler Orderu Virtuti Militari, ofiara zbrodni katyńskiej.

## Życiorys
Urodził się 6 lipca 1893 we Lwowie, w rodzinie Władysława i Zdzisławy z Wyszyńskich. Jego bratem był Tadeusz (ur. 1894), także legionista i oficer Wojska Polskiego.
W 1912 zdał egzamin dojrzałości w C.K. Gimnazjum w Brzeżanach (w jego klasie był m.in. Józef Ołpiński). W Brzeżanach był założycielem i kierownikiem oddziału Organizacji Młodzieży Niepodległościowej „Zarzewie”, od 1911 należał do Związku Strzeleckiego, ponadto był członkiem Towarzystwa Szkoły Ludowej, skautingu, Polskiego Towarzystwa Gimnastycznego „Sokół”. W 1912 podjął studia na Wydziale Prawa Uniwersytetu Lwowskiego.
W czasie I wojny światowej walczył w Legionach Polskich. 14 maja 1915, po ukończeniu Szkoły Podchorążych Legionów Polskich „ze stopniem dobrym”, został mianowany aspirantem oficerskim w randze tytularnego sierżanta z poborami plutonowego. Był oficerem 10 kompanii 6 pułku piechoty Legionów (wraz z bratem Tadeuszem). 1 maja 1916 awansował na chorążego. W lipcu 1917, po kryzysie przysięgowym został wcielony do cesarskiej i królewskiej armii, a we wrześniu tego roku przetransportowany razem z szeregowymi III batalionu 6 pp LP do miejscowości Visk na Węgrzech, gdzie został zdegradowany do stopnia tytularnego sierżanta i wcielony do Armeefeldausbildungsgruppe generała Kövessa. W Visk napisał słowa do piosenki „Szeregami idą ku mnie...”.
Z dniem 10 listopada 1918 został przyjęty do Wojska Polskiego z zatwierdzeniem stopnia podporucznika nadanego 15 listopada 1918 przez generała majora Edwarda Śmigły-Rydza. Latem 1920 pełnił służbę w Oddziale V Naczelnego Dowództwa. Na tym stanowisku 19 sierpnia 1920 został zatwierdzony z dniem 1 kwietnia 1920 w stopniu kapitana, w piechocie, w „grupie byłych Legionów Polskich”. 1 czerwca 1921, w stopniu kapitana i tytułem adiutanta sztabowego, pełnił służbę w Naczelnym Dowództwie, pozostając na ewidencji 6 pułku piechoty Legionów. W 1921 został słuchaczem II Kursu Normalnego Wyższej Szkoły Wojennej w Warszawie. 3 maja 1922 został zweryfikowany w stopniu kapitana ze starszeństwem z dniem 1 czerwca 1919 i 392. lokatą w korpusie oficerów piechoty. Z dniem 1 października 1923, po ukończeniu kursu i otrzymaniu dyplomu naukowego oficera Sztabu Generalnego, został przydzielony do Dowództwa Okręgu Korpusu Nr VI we Lwowie. Studiując, a następnie pełniąc służbę sztabową pozostawał oficerem nadetatowym 38 pułku piechoty Strzelców Lwowskich w Przemyślu. 31 marca 1924 awansował na majora ze starszeństwem z dniem 1 lipca 1923 i 121. lokatą w korpusie oficerów piechoty. 1 grudnia 1924 roku został przeniesiony do 49 pułku piechoty Strzelców Kresowych w Kołomyi na stanowisko dowódcy III batalionu. 25 października 1926 roku został przeniesiony z Oddziału V Sztabu Generalnego w Warszawie do 5 Dywizji Piechoty we Lwowie na stanowisku szefa sztabu. 27 kwietnia 1929 roku został przeniesiony do Dowództwa Okręgu Korpusu Nr VI we Lwowie na stanowisko szefa Oddziału Ogólnego. W 1931 roku w Oddziale III Operacyjnym Sztabu Głównego na stanowisku szefa wydziału. 28 lutego 1935 został przeniesiony w stan nieczynny, który został przedłużony w 1935 o dalsze trzy miesiące. W 1937 został przeniesiony w stan spoczynku z przydziałem mobilizacyjnym do Oficerskiej Kadry Okręgowej Nr I. Pracował jako sekretarz generalny Pocztowej Kasy Oszczędności.
W sierpniu 1939 roku został zmobilizowany, przydzielony do sztabu Armii „Modlin” i wyznaczony na stanowisko oficera sztabu w Oddziale I. 16 września 1939 wyjechał z II rzutem sztabu ze wsi Mszanka, położonej na południe od Włodawy, do Lubomla i dalej do Włodzimierza Wołyńskiego lub do Lwowa.
W czasie kampanii wrześniowej 1939 dostał się do sowieckiej niewoli. Przebywał w obozie w Kozielsku. Wiosną 1940 został zamordowany przez funkcjonariuszy NKWD w Katyniu i tam pogrzebany. Od 28 lipca 2000 spoczywa na Polskim Cmentarzu Wojennym w Katyniu.
5 października 2007 minister obrony narodowej Aleksander Szczygło mianował go pośmiertnie na stopień podpułkownika. Awans został ogłoszony 9 listopada 2007, w Warszawie, w trakcie uroczystości „Katyń Pamiętamy – Uczcijmy Pamięć Bohaterów”.
14 stycznia 1928 zawarł związek małżeński z Janiną z Kamienobrodzkich, z którą miał córkę Annę Danutę (ur. 5 lutego 1929).

## Ordery i odznaczenia
- Krzyż Srebrny Orderu Wojskowego Virtuti Militari nr 6342 – 17 maja 1922[28][1][27][29][30]
- Krzyż Niepodległości – 6 czerwca 1931 „za pracę w dziele odzyskania niepodległości”[31][27]
- Krzyż Oficerski Orderu Odrodzenia Polski – 11 listopada 1937 „za zasługi na polu pracy w bankowości”[22]
- Krzyż Kawalerski Orderu Odrodzenia Polski – 11 listopada 1934 „za zasługi w służbie wojskowej”[32][27]
- Krzyż Walecznych trzykrotnie[33][27] (po raz pierwszy w 1922[34])
- Srebrny Krzyż Zasługi – 16 marca 1928 „za zasługi na polu wyszkolenia wojska”[35][36]
- Medal Pamiątkowy za Wojnę 1918–1921[37]
- Medal Dziesięciolecia Odzyskanej Niepodległości[1]
- Krzyż Pamiątkowy 6 pułku piechoty Legionów („Krzyż Wytrwałości”)[38]
- Pierścień oficerski 6 pułku piechoty Legionów[39]
- łotewski Medal Pamiątkowy 1918-1928 – 6 sierpnia 1929[40][37]